# Charly Grosskost
Charly Grosskost (Eckbolsheim, 5 de març de 1944 - Saverne, 19 de juny de 2004) va ser un ciclista francès, que fou professional entre 1966 i 1974. Durant aquests anys aconseguí 31 victòries, sent les més destacades dues etapes al Tour de França de 1968 que li va servir per vestir el mallot groc durant dues etapes i una etapa al Giro d'Itàlia del mateix any. També fou 9 vegades campió de França en diverses especialitats i subcampió del món de persecució el 1971.

## Palmarès en ruta
- 1965
  - 1r a la Ruta de França
- 1967
  - 1r a Brignoles
  - 1r a Lanrivain
  - 1r a Remiremont
- 1968
  - 1r a Pommerit-le-Vicomte
  - 1r a Quillan
  - 1r a Remiremont
  - Vencedor de 2 etapes al Tour de França
  - Vencedor d'una etapa al Giro d'Itàlia
  - Vencedor d'una etapa a la París-Niça
- 1969
  - 1r a Binic
- 1970
  - 1r a Metz
  - 1r al Premi de Saint-Tropez
  - 1r al Premi de Saint-Hilaire du Harcouët
- 1971
  - 1r a Plumeliau
  - 1r al Premi de Saint-Tropez
  - 1r de la Ronde de Carnaval d'Aix-en-Provence
  - Vencedor d'una etapa al Tour de l'Oise
  - Vencedor de 2 etapes als Quatre dies de Dunkerque
- 1972
  - 1r a Eckbolsheim
  - Vencedor d'una etapa al Tour de l'Oise
  - Vencedor de 2 etapes a l'Etoile des Espoirs

### Resultats al Tour de França
- 1968. 17è de la classificació general. Vencedor de 2 etapes. Porta el mallot groc durant 2 etapes
- 1969. Abandona (9a etapa)
- 1970. Abandona (13a etapa)
- 1971. 48è de la classificació general
- 1973. 67è de la classificació general

### Resultats al Giro d'Itàlia
- 1968. 69è de la classificació general. Vencedor d'una etapa

## Palmarès en pista
- 1966
  -  Campió de França de persecució
- 1967
  -  Campió de França de persecució i d'òmnium
- 1968
  -  Campió de França de persecució i d'òmnium
- 1969
  -  Campió de França de persecució
- 1970
  -  Campió de França de persecució
- 1974
  -  Campió de França de persecució